# مارغريتا جاسباريان
مارغريتا جاسباريان (بالروسية: Гаспарян, Маргарита Меликовна) مواليد 1 سبتمبر 1994 في موسكو، هي لاعبة كرة مضرب روسية تلعب باليد اليمنى وتحتل حالياً المرتبة 41 (15 فبراير 2016) في تصنيف رابطة محترفات كرة المضرب.

## الخط الزمني للأداء
مفتاح
| ف | ن | ن.ن | ر.ن | د# | د.م | ل | أ.أ | ت | غ | ب | ف | ذ | م.خ | ل.ت |

(ف) فاز بالبطولة (ن) وصل النهائي (ن.ن) نصف النهائي (ر.ن) ربع النهائي (د#) الأدوار الأربعة الأولى (د.م) دور المجموعات (ل) شارك في كأس ديفيز (أ.أ) خرج من الأدوار الاولى (ت) خسر التصفيات التأهيلية (غ) غاب عن الحدث أو البطولة (ب) حصل على ميدالية برونزية (ف) حصل على ميدالية فضية (ذ) حصل على ميدالية ذهبية (م.خ) بطولة الماسترز خُفضت إلى مرتبة أقل (ل.ت) البطولة لم تعقد في السنة المعينة.
لتجنب الارتباك وازدواجية الحساب، يتم تحديث هذه المعلومات إما في نهاية البطولة، أو عندما تكون مشاركة اللاعب في البطولة قد انتهت.

### الفردي
| دورات الجراند سلام            |     |     |     |     |
| بطولة أستراليا المفتوحة للتنس | غ   | غ   | د4  | 3–1 |
| دورة رولان غاروس الدولية      | غ   | د1  |     | 0–1 |
| بطولة ويمبلدون                | غ   | د1  |     | 0–1 |
| أمريكا المفتوحة               | ت1  | ت2  |     | 0–0 |
| فوز-خسارة                     | 0–0 | 0–2 | 3–1 | 3-3 |

## روابط خارجية
- مارغريتا جاسباريان على موقع رابطة محترفات التنس (الإنجليزية)
- مارغريتا جاسباريان على موقع الاتحاد الدولي لكرة المضرب (الإنجليزية)
- مارغريتا جاسباريان على موقع كأس بيلي جين كينغ (الإنجليزية)
- مارغريتا جاسباريان على موقع بطولة ويمبلدون (الإنجليزية)
- مارغريتا جاسباريان على موقع خلاصة التنس.كوم (الإنجليزية)
- مارغريتا جاسباريان على موقع إي إس بي إن.كوم (الإنجليزية)